# Torrey Canyon (schip, 1959)
De Torrey Canyon was een olietanker die op 18 maart 1967 schipbreuk leed. Het schip werd in 1959 gebouwd bij de Newport News Shipbuilding and Drydock Company met een draagvermogen van 60.000 ton. In 1964 werd het in Japan vergroot tot 120.000 ton.
Het schip, dat onder Liberiaanse vlag voer, was op weg naar de Britse havenplaats Milford Haven, maar liep door een navigatiefout voor de kust van Cornwall bij de Seven Stones op de rotsen. De kust van Engeland en die van Frankrijk raakten vervuild. Hoewel de verzekering de schade dekte, werd de publieke opinie door de gebeurtenis doordrongen van het gevaar dat olietankers voor het milieu kunnen opleveren.

## Regelgeving
Ook internationaal-politiek had de milieuramp gevolgen. De Civil Liability Convention van 1969 regelt de aansprakelijkheid van een scheepseigenaar in het geval van een ramp met een tanker. De hoogte van de aansprakelijkheid werd aanvankelijk uitgedrukt in franc Poincaré, later aangepast naar de speciale trekkingsrechten.
De Intervention Convention van 1969 bepaalt dat een staat kan ingrijpen, ook op volle zee, als vervuiling dreigt door een schip van vreemde nationaliteit. Beide internationale overeenkomsten werden in Brussel gesloten.
De belangrijkste maatregel was echter de introductie van het Internationale Verdrag ter voorkoming van verontreiniging door schepen (MARPOL 73).